# 坎塔海梅區
坎塔海梅區（芬蘭語：Kanta-Häme），是芬蘭的一個行政区。面積5,708平方公里，2021年6月时人口数量为170,740人。區府海門林納。
下分十一個市镇。